# Super GamePower
Super GamePower foi uma revista brasileira sobre jogos eletrônicos da editora Nova Cultural, que nasceu depois da fusão das revistas Super Game e Game Power da mesma editora. Ficou conhecida por realizar coberturas de várias plataformas da época, bem como a redação dos contribuintes e as análises de jogos traduzidas de revistas estrangeiras, principalmente pela GamePro.

## Equipe
A revista foi composta por redatores que utilizavam nomes fictícios ou por personagens totalmente fictícios. Segundo Matthew Shirts, esta técnica foi usada para comunicarem com leitores mais jovens:
- Matthew Shirts: "O Chefe"
- Roberto Carnicelli: "Baby Betinho"
- Akira Suzuki: "Akira E. Agora"
- Fábio Pancheri: redator, editor-assistente e moderador
- "Lord Mathias" (sem profissional específico)
- "Marjorie Bros." (sem profissional específico)

## Edições
A primeira edição foi lançada em abril de 1994, com o preço de quatro mil cruzeiros reais. Após a nonagésima edição, lançada em setembro de 2001, a revista foi adquirida pela Editora Option. Depois da centésima edição, passou a ser publicada sem periodicidade até sua última edição (n.º 133) em 2006.